# Curogna
Il torrente Curogna è un corso d'acqua della provincia di Treviso.
Nasce presso il gruppo del Grappa in comune di Cavaso del Tomba. Attraversa gli abitati di Obledo e Caniezza, per poi accogliere le acque del torrente Ponticello. Subito dopo, in località Le Musse, scorre nelle vicinanze dell'omonima cava.
Dopo aver toccato l'abitato omonimo, raggiunge Onigo, dove si getta nel Piave. Poco prima viene "scavalcato" dalla Brentella di Pederobba attraverso un ponte-canale.
L'incrocio tra Brentella e Curogna ha rappresentato a lungo una problematica: le acque del torrente erano necessarie per alimentare il canale, ma al contempo bisognava impedire che, durante le piene, il primo potesse riversare nel secondo ghiaia e detriti. Per ovviare a ciò furono costruite delle paratoie, le cosiddette "porte". Attualmente le acque della Brentella superano il Curogna tramite un ponte-canale realizzato nel 1903.